# طالقان يك (مقاطعة دورة)
طالقان يك (بالفارسية: طالقان یک) هي قرية تقع في قسم كشكان الريفي (مقاطعة دورة) في إيران. يقدر عدد سكانها بـ 221 نسمة بحسب إحصاء 2016.